# Arabayona de Mógica
Arabayona de Mógica – gmina w Hiszpanii, w prowincji Salamanka, w Kastylii i León, o powierzchni 23,26 km². W 2011 roku gmina liczyła 433 mieszkańców.